# 니시고시정
니시고시정(일본어: 西合志町)은 일본 구마모토현 기쿠치군의 옛 정이다.
2006년 3월 27일에 고시정과 합병해, 고시시가 되었기 때문에 소멸하였다.

## 지리
구마모토현 북부 내륙부에 위치한다.구마모토시와 가까운 위치에 있으며, 구마모토 도시계획구역으로 지정되어 구마모토시의 베드타운으로 인구가 증가하는 추세다. 구마모토시와 인접해 있으며, 베드타운으로 인구가 증가하는 추세다.

## 역사
- 1889년 4월 1일 - 정촌제 시행에 의해 니시고시촌이 성립하였다.
- 1966년 10월 1일 - 정으로 승격해 니시고시정이 되었다.
- 2006년 2월 27일 - 니시고시정과 합병, 시로 승격해 고시시가 되어 소멸하였다.

## 교통

### 철도
- 구마모토 전기 철도 기쿠치 선

### 도로
- 국도 387호선

## 출신유명인
- Kimeru (가수)

## 참고 문헌
- 角川日本地名大辞典編纂委員会, 『角川日本地名大辞典 43 熊本県』1987, 角川書店